# Peter Medawar
Peter Brian Medawar (Rio de Janeiro, 28 februari 1915 – Londen, 2 oktober 1987) was een in Brazilië  geboren Britse wetenschapper. Hij verwierf zijn grootste erkenningen met zijn werk aan afstotings- en acceptatieverschijnselen van het immuunsysteem met betrekking tot orgaantransplantaties.

## Biografie
De in Brazilië geboren Medewar was de zoon van Nicholas Agnatius Medawar en Edith Muriel Dowling. Als jonge jongen verhuisde hij samen met zijn familie naar Engeland. Hij begon zijn academische leven in 1928 op het Marlborough College in Engeland, vanwaar hij in 1932 naar het Magdalen College van de Universiteit van Oxford ging. Daar studeerde Medawar zoölogie onder Howard Florey. Na die studie afgerond te hebben ging hij werken op Floreys School of Pathology op Oxford. Daar raakte hij geïnteresseerd in biologisch onderzoek met betrekking tot medicijnen.
Gedurende de Tweede Wereldoorlog, toen hij werkzaam was in het brandwondencentrum van de Glasgow Royal Infirmary in Schotland, deed hij onderzoek naar weefseltransplantatie en dan vooral naar huidtransplantatie van ernstig gewonde soldaten. Hierbij ontdekte hij dat huid- en orgaantransplantatie tussen individuen van dezelfde soort werd belemmend door genetische verschillen gelokaliseerd op de witte bloedcel.
Medawar was hoogleraar zoölogie op de Universiteit van Birmingham (1947-1951) en University College London (1951-1962). In 1962 werd hij benoemd tot directeur van het National Institute for Medical Research. Verder was hoogleraar experimentele geneeskunde op de Royal Institution of Great Britain (1977-1983) en directeur van de Royal Postgraduate Medical School (1981-1987). Medawar stond met name bekend om zijn inventiviteit en brede interessegebied. Hij had onder meer belangstelling voor opera, filosofie en cricket.

### Nobelprijs
Medawar kreeg samen met Frank Macfarlane Burnet in 1960 de Nobelprijs voor de Fysiologie of Geneeskunde voor de ontdekking dat het immuunsysteem van een foetus al leert 'lichaamseigen' en 'lichaamsvreemd' te onderscheiden. Dit kwam voort uit Burnets reeds in 1949 geopperde hypothese dat cellen al in de embryonale fase de vaardigheid ontwikkelen om eigen en ongewenst weefsel te onderscheiden. Deze wetenschap droeg later bij aan de pogingen afstoting bij orgaantransplantaties te voorkomen.
Naast praktijkwerk droeg Medawar ook als auteur bij aan de wetenschap en wetenschapsfilosofie. Hij schreef onder meer:
- The Art of the Soluble (verzameling essays)
- Pluto's Republic, Advice to a Young Scientist (verzameling essays, waaronder herdrukken uit TAotS, 1979)
- Aristotle to Zoos (samen met zijn vrouw Jean Shinglewood Taylor)
- The Life Science
- Memoirs of a Thinking Radish (korte autobiografie, 1986)

## Bekroning & overlijden
Medawar ontving de Royal Medal in 1959; hij werd in 1965 geridderd en sindsdien mocht hij als sir benoemd worden. In 1969 ontving hij de Copley Medal en de Faraday Prize in 1987. Vervolgens ontving hij in 1981 de Order of Merit.
In 1969 kreeg hij zijn eerste hersenbloeding, die zijn spraak en bewegingsvrijheid beperkte. Desondanks zette hij zijn schrijven en zijn onderzoeken voort, zij het op beperkte schaal. Maar er volgden meer hersenbloedingen en in 1987 bezweek Medawar. Hij liet een vrouw (Jean Shinglewood Taylor), twee zoons (Charles en Alexander) en twee dochters (Caroline en Louise) na.
1901: Behring · 
1902: Ross · 
1903: Finsen · 
1904: Pavlov · 
1905: Koch · 
1906: Golgi, Ramón y Cajal · 
1907: Laveran · 
1908: Mechnikov, Ehrlich · 
1909: Kocher · 
1910: Kossel · 
1911: Gullstrand · 
1912: Carrel · 
1913: Richet ·
1914: Bárány · 
1919: Bordet · 
1920: Krogh · 
1922: Hill, Meyerhof · 
1923: Banting, Macleod · 
1924: Einthoven ·
1926: Fibiger · 
1927: Wagner-Jauregg · 
1928: Nicolle · 
1929: Eijkman, Hopkins · 
1930: Landsteiner · 
1931: Warburg · 
1932: Sherrington, Adrian · 
1933: Morgan · 
1934: Whipple, Minot, Murphy · 
1935: Spemann · 
1936: Dale, Loewi · 
1937: Szent-Györgyi · 
1938: Heymans · 
1939: Domagk · 
1943: Dam, Doisy · 
1944: Erlanger, Gasser · 
1945: Fleming, Chain, Florey · 
1946: Muller · 
1947: C. Cori, G. Cori, Houssay · 
1948: Müller · 
1949: Hess, Moniz · 
1950: Kendall, Reichstein, Hench · 
1951: Theiler · 
1952: Waksman · 
1953: Krebs,Lipmann ·
1954: Enders, Weller, Robbins · 
1955: Theorell · 
1956: Cournand, Forssmann, Richards · 
1957: Bovet · 
1958: Beadle, Tatum, Lederberg · 
1959: Ochoa, Kornberg · 
1960: Burnet, Medawar · 
1961: Békésy · 
1962: Crick, Watson, Wilkins · 
1963: Eccles, Hodgkin, Huxley · 
1964: Bloch, Lynen · 
1965: Jacob, Lwoff, Monod · 
1966: Rous, Huggins · 
1967: Granit, Hartline, Wald · 
1968: Holley, Khorana, Nirenberg · 
1969: Delbrück, Hershey, Luria · 
1970: Katz, Euler, Axelrod · 
1971: Sutherland · 
1972: Edelman, Porter · 
1973: Frisch, Lorenz, Tinbergen · 
1974: Claude, De Duve, Palade · 
1975: Baltimore, Dulbecco, Temin ·
1976: Blumberg, Gajdusek · 
1977: Guillemin, Schally, Yalow · 
1978: Arber, Nathans, Smith · 
1979: Cormack, Hounsfield · 
1980: Benacerraf, Dausset, Snell · 
1981: Sperry, Hubel, Wiesel · 
1982: Bergström, Samuelsson, Vane · 
1983: McClintock · 
1984: Jerne, Köhler, Milstein · 
1985: Brown, Goldstein · 
1986: Cohen, Levi-Montalcini · 
1987: Tonegawa · 
1988: Black, Elion, Hitchings · 
1989: Bishop, Varmus · 
1990: Murray, Thomas · 
1991: Neher, Sakmann · 
1992: Fischer, Krebs · 
1993: Roberts, Sharp · 
1994: Gilman, Rodbell · 
1995: Lewis, Nüsslein-Volhard, Wieschaus · 
1996: Doherty, Zinkernagel · 
1997: Prusiner · 
1998: Furchgott, Ignarro, Murad · 
1999: Blobel · 
2000: Carlsson, Greengard, Kandel ·
2001: Hartwell, Hunt, Nurse · 
2002: Brenner, Horvitz, Sulston · 
2003: Lauterbur, Mansfield · 
2004: Axel, Buck · 
2005: Marshall, Warren ·
2006: Fire, Mello ·
2007: Capecchi, Smithies, Evans ·
2008: Zur Hausen, Barré–Sinoussi, Montagnier ·
2009: Blackburn, Greider, Szostak ·
2010: Edwards ·
2011: Beutler, Hoffmann, Steinman ·
2012: Gurdon, Yamanaka ·
2013: Rothman, Schekman, Südhof ·
2014: O'Keefe, Moser, Moser ·
2015: Campbell, Omura, Tu ·
2016: Osumi ·
2017: Hall, Rosbash, Young ·
2018: Allison, Honjo ·
2019: Kaelin, Ratcliffe, Semenza ·
2020: Alter, Houghton, Rice ·
2021: Julius, Patapoutian ·
2022: Pääbo ·
2023: Karikó, Weissman ·
2024: Ambros, Ruvkun